# Lokalisatietester
Lokalisatietesters bestaan er in verschillende soorten en maten. Ze zijn veelal nodig bij het lokaliseren (voor de lokale markt geschikt maken) van tekenfilms en videogames. Als zo'n product aangepast moet worden voor bijvoorbeeld de Nederlandstalige markt zijn hier testers voor nodig. Het traject achter lokalisatie is er niet een zonder fouten, en aan de lokalisatietesters de taak om te voorkomen dat het product op de markt verschijnt zonder dit soort missers.
De lokalisatietester moet goed bekend zijn met de bron- en doeltaal. Bij de lokalisatie van een Engelse tekenfilmserie als Johnny Bravo naar het Nederlands is Engels de brontaal (source language), Nederlands is dan de doeltaal (target language). Net als een eindredacteur bij een tijdschrift moet hij fouten snel identificeren en ze snel op kunnen lossen. Hiervoor moet de tester goed kunnen overleggen met zijn directe manager of een zogenaamde LT-coördinator. Het leven van een lokalisatietester is niet alleen maar rozengeur en maneschijn. Vaak zijn de werkdagen lang en er komt een grote verantwoordelijkheid bij kijken. De eisen zijn over het algemeen ook niet de minste. Een vwo- of HBO-opleiding, richting journalistiek, is niet ongewoon.